# مورتال لاو
مورتال لاو (به انگلیسی: Mortal Love) یک گروه موسیقی نروژی سبک گوتیک متال است.

## اعضا

### فعلی
- Cat (Catherine Nyland) – وکال
- Lev (Hans Olav Kjeljebakken) – گیتار بیس
- Rain6 (Lars Bæk) – گیتار
- Damous (Pål Wasa Johansen) – درام
- Mulciber – کیبورد

### قبلی
- Gabriah (Ørjan Jacobsen) – گیتار

## آلبوم‌ها
- All the Beauty... (2002)
- I Have Lost (2005)
- forever will be gone (2006)